# 塔拉科西班牙
塔拉科西班牙（拉丁語：Hispania Tarraconensis），位于现今西班牙的罗马帝国行省，是罗马在伊比利亚半岛上的三个行省之一，包括西班牙北部与东南部以及巴利阿里群岛，建于前27年，属于元首行省，随后爆发于前26年至前19年的北西班牙山区战役以顺利征服该地而告终，北西班牙终于被被纳入罗马帝国的版图。